# Besessen (Roman)
Besessen ist ein Roman von A. S. Byatt aus dem Jahr 1990; in Deutschland erschien er 1993 in der Übersetzung durch Melanie Walz im Insel Verlag, zudem als Taschenbuch im Verlag Suhrkamp. Der englische Originaltitel des zugleich Liebesgeschichte als auch Kriminalstory darstellenden Werkes lautet Possession. A Romance.

## Inhalt und Würdigung

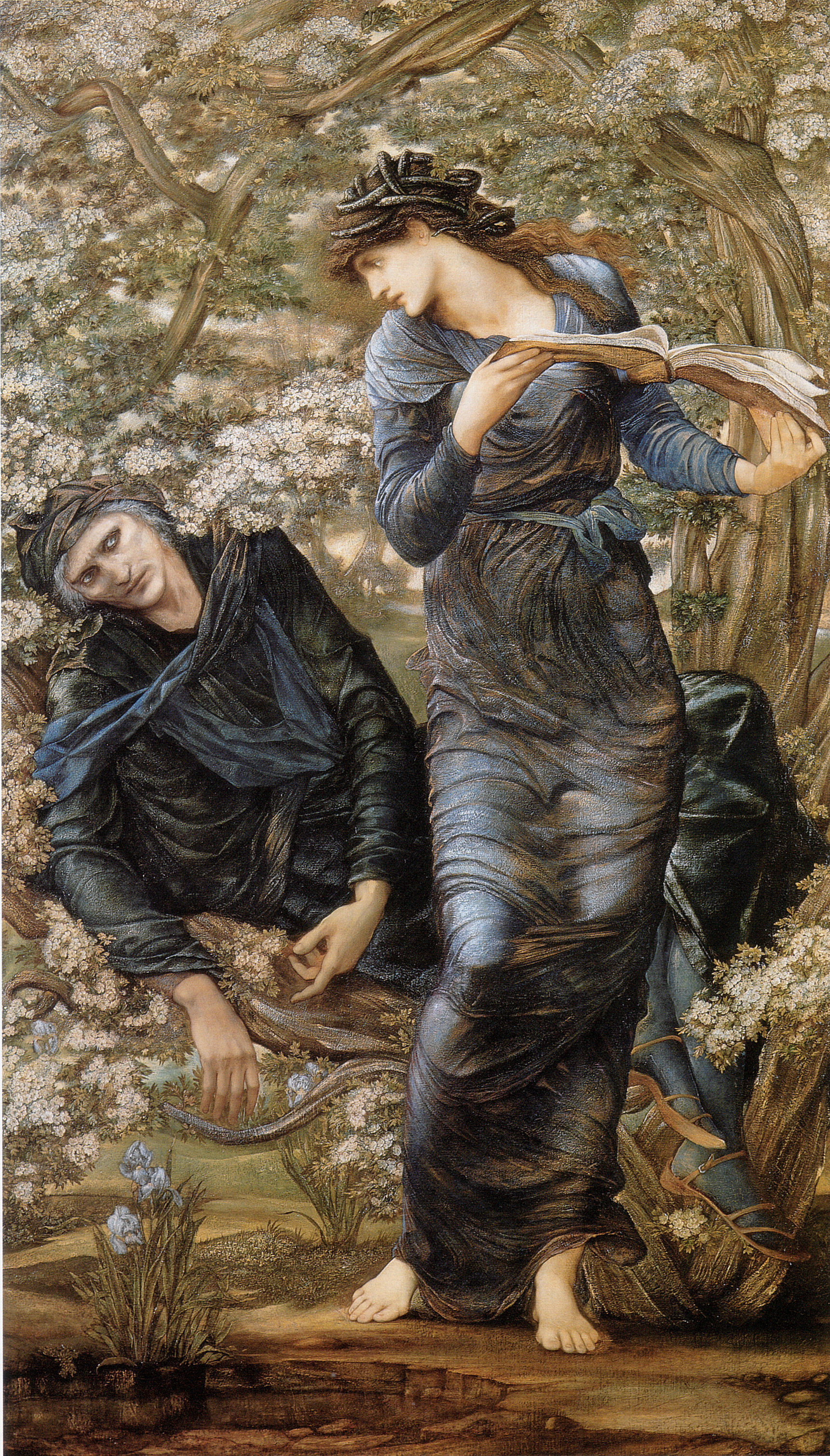
Das Bild „The Beguiling of Merlin“ von Edward Burne-Jones, welches das Motiv der der Melusine ähnlichen Sagengestalt Nimue aufgreift, wurde für das Buchcover der amerikanischen Erstausgabe verwandt.

Im Großbritannien der 1980er Jahre forschen die beiden Literaturwissenschaftler Roland Michell und Maude Bailey über Literaten des Viktorianischen Zeitalters: Während Roland versucht, mehr über das Leben des berühmten Schriftstellers Randolph Henry Ash zu erfahren, setzt sich unabhängig von ihm Maude mit der kaum bekannten Christabel LaMotte auseinander. Bei ihren Recherchen zeichnet sich immer deutlicher ab, dass LaMotte und Ash sich gekannt haben müssen. Während der Forschungsarbeiten, die sich zu einer spannenden Kriminalstory entwickeln, beginnt zwischen Roland und Maude eine Liebesbeziehung.
Auf einer zweiten Erzählebene berichtet der Roman über die Geschichte von Ash und LaMotte und ihrer Beziehung zueinander. Diese Erzählebene wird überwiegend durch die Wiedergabe (fiktiver) Briefwechsel und Tagebucheinträge, nicht nur der beiden Schriftsteller, dargestellt. Überdies sind (gleichfalls fiktive) literarische Werke der beiden Hauptpersonen des im 19. Jahrhundert spielenden Handlungsstranges eingefügt, welche mit dem Handlungsstrang in Verbindung stehen. Dominierende Themen sind hierbei zum einen die Bedeutung der Kunst und der (Literatur-)Wissenschaft, wobei vor allem die letztere in Frage gestellt wird, zum anderen die titelgebende Besessenheit. Vor allem die Besessenheit durch die Vergangenheit, wie sie die beiden Wissenschaftler erfahren, spielt eine große Rolle. Ein Grundmotiv des Handlungsstrangs um Christabel LaMotte und R. H. Ash ist die Sage der Melusine. Darüber hinaus sind auch Fragen des Feminismus immer präsent: Die selbstständige Christabel LaMotte hat im Europa des 19. Jahrhunderts ebenso zu kämpfen wie Maude im 20. Jahrhundert sich im männerdominierten Wissenschaftsbetrieb durchzusetzen hat.
Durch die Verwendung der Tagebuch- und Briefform, die Einflechtung von kompletten poetischen Werken sowie (popular-)wissenschaftlichen Abhandlungen, die zudem jeweils aus zwei sehr unterschiedlichen Jahrhunderten stammen, ist die Struktur des Romans sehr komplex, aber zugleich von postmodernem Charakter.
Auch wenn Byatt ihrem Roman durch die Einbindung vieler scheinbar authentischer Dokumente den Anschein der historischen Nachprüfbarkeit gibt, sind die Personen fiktiv. Die Dichterfiguren haben jedoch konkrete historische Vorbilder: Ash kann mit Alfred Lord Tennyson (1809–1892) und Robert Browning (1812–1889) verglichen werden. Christabel LaMotte ähnelt Elizabeth Barrett Browning (1806–1861), Emily Dickinson (1830–1886) und Christina Rossetti (1830–1894).
Possession ist eine mustergültige Erfolgsgeschichte, soweit es um Vermarktung geht: Nachdem der Roman im Oktober 1990 den Booker Prize erhalten hatte, stiegen die Verkaufszahlen in die Höhe. Obwohl Possession als durch und durch „englisches“ Buch bezeichnet werden kann, setzte es sich auch in den Vereinigten Staaten von Amerika sehr gut durch. Die Kombination von Detektivgeschichte, Liebesroman und intellektuellem Anspruch machte es für viele Zielgruppen interessant.

## Verfilmung
Im Jahr 2002 verfilmte der Theaterautor Neil LaBute den Roman als Besessen. In den Hauptrollen waren Gwyneth Paltrow als Maude und Aaron Eckhart als Roland zu sehen. Ash wurde dargestellt von Jeremy Northam, Christabel von Jennifer Ehle. Die Beziehung der Schriftsteller sowie die ihrer Erforscher wird parallel gezeigt. Die Verfilmung weicht in ihrer Handlung deutlich von der Romanvorlage ab.